# Фимоз
Фимо́з (др.-греч. φῑμός «намордник») — невозможность обнажения головки полового члена вследствие узости крайней плоти.
Только у 4 % новорожденных мальчиков крайняя плоть настолько подвижна, чтобы полностью можно было открыть головку пениса. В возрасте 6 месяцев головка полового члена открывается у 20 % мальчиков, а в возрасте 3 лет крайняя плоть хорошо смещается и позволяет обнажить головку пениса у 90 % мальчиков. Поэтому детям до 3 лет не рекомендуется выполнять обрезание в связи с невозможностью обнажения головки полового члена (фимозом). Исключение составляют случаи выраженного воспаления головки пениса (баланит), а также затруднённого мочеиспускания и возникающих в связи с этим осложнений, когда операция рекомендуется в любом возрасте.

## Симптоматика
Основной симптом — невозможность выведения головки полового члена. Жалобы могут отсутствовать, однако при выраженном фимозе появляются жалобы на нарушение мочеиспускания. Во время мочеиспускания ребёнок беспокоится, тужится. Моча, попадая в препуциальную полость, раздувает её и через суженное отверстие выходит тонкой струйкой или каплями.
В случаях присоединения воспалительного процесса типичными являются жалобы на боль в области головки полового члена и крайней плоти, гнойные выделения из отверстия крайней плоти, увеличение лимфоузлов, повышение температуры. При парафимозе возникает острая боль в ущемлённой головке, головка увеличивается в размерах, синеет. Это неотложная ситуация, которая требует экстренной помощи.
У взрослых пациентов встречаются жалобы на снижение потенции, как результат психологической реакции на болезненные ощущения во время полового акта.

## Причины возникновения
- Травма полового члена, в результате которой возможно формирование рубцовой ткани, приводящей к сужению крайней плоти (так называемый рубцовый фимоз);
- Воспаление крайней плоти полового члена (баланопостит), также приводящее к рубцовым изменениям и фимозу;
- Генетическая предрасположенность к формированию фимоза в результате недостаточности соединительной ткани в организме, в частности её эластического компонента.

## Классификация
Выделяют четыре степени фимоза:
1. Возможно открытие головки лишь в спокойном состоянии, при эрекции обнажение головки полового члена затруднено, иногда болезненно.
2. Выведения головки в спокойном состоянии затруднительно, при эрекции головка не открывается.
3. Головка полового члена или не открывается вообще, или открывается только в спокойном состоянии, не полностью.
4. Головка полового члена не обнажается, мочеиспускание становится крайне затруднительным — моча выделяется по каплям или тонкой струйкой

Кроме этого, выделяют относительный фимоз — сужение крайней плоти, которое становится значимым и заметным только при эрекции полового члена.
При фимозе 1-2 степени могут проявляться болевые ощущения, возникающие при эрекции, когда крайняя плоть начинает натягиваться на головке полового члена. При 3-4 степени фимоза боли во время эрекции, как правило, отсутствуют, что связано с малыми размерами препуциального кольца и невозможностью обнажения головки.

## Осложнения
Ярко выраженный фимоз приводит к застою смегмы — жироподобного секрета желез крайней плоти, которая является хорошей питательной средой для разнообразных бактерий. Все это, в конечном счёте, может привести к развитию воспалительного процесса. Гигиенические проблемы со скапливанием смегмы под крайней плотью могут возникать и при невыраженном фимозе.
При фимозе 4 степени возникает максимальное сужение крайней плоти и формирование препятствия для оттока мочи. Раздувание крайней плоти в виде мешка и выделение мочи по каплям является лишь внешним проявлением сужения. На этой стадии фимоза возникают серьёзные нарушения в механизме оттока мочи из мочевого пузыря, что приводит к развитию инфекционных осложнений в уретре.
- Парафимоз — это ущемление головки полового члена суженной крайней плотью. Как правило, парафимоз возникает при попытке обнажить головку, при половом акте или мастурбации. Ущемление приводит к отеку головки, что на определённом этапе делает её обратное вправление невозможным. Головка синеет и резко болезненна. Парафимоз является экстренным состоянием, требующим неотложного вмешательства. Иногда бывает достаточно простого ручного вправления головки. При выраженном отеке вправление в большинстве случаев невозможно и требуется операция по продольному рассечению крайней плоти или по иссечению её листков.

- Воспалительные осложнения при фимозе развиваются вследствие травмирования крайней плоти и невозможности осуществления гигиенического ухода, что приводит к скоплению в препуциальном мешке смегмы, являющейся хорошей питательной средой для размножения бактерий. Чаще всего это приводит к развитию баланопостита (воспалению головки и крайней плоти полового члена). Появляется боль, покраснение, зуд в области головки полового члена. Диагноз ставится на основании жалоб и осмотра.

- Приращение крайней плоти к головке полового члена чаще возникает при фимозе 3-4 ст., но также может встречаться при менее значительном сужении. Продолжительный тесный контакт головки и внутреннего листка крайней плоти приводит к эпителиальному склеиванию соприкасающихся поверхностей и образованию сращений (синехий). Чем дольше существуют такие сращения, тем шире становится участок сращения и прочнее оказывается связь между головкой и крайней плотью. Лечение синехий только хирургическое.

## Лечение

### Консервативное

#### Немедикаментозное
Основой немедикаментозной терапии является постепенное растяжение крайней плоти вручную. Данный способ лечения фимоза был предложен врачом Мишелем Божи, который заметил, что способы мастурбации у больных фимозом часто отличаются от способов тех, кто им не болен. Предложенный способ лечения: переход к онанизму с полным оттягиванием крайней плоти и обнажением головки. По наблюдением доктора, этот способ часто эффективен уже через 3 недели.
Постепенное растягивание крайней плоти с регулярным натяжением её на головку полового члена (но не слишком активно) до того момента, когда станет больно. Такую тренировку проводят ежедневно по 5-10 минут. По мере расширения отверстия перейти к ограниченной мастурбации.
Постепенное растягивание крайней плоти с помощью введения в препуциальный мешок двух пальцев и разведения их с каждым разом на большее расстояние. Эффективность методов растяжения — 75 %.
Также лечение фимоза возможно следующим образом: ежедневно, лучше при приёме ванны, когда кожа становится эластичнее, оттягивать крайнюю плоть насколько возможно, при этом не причиняя себе сильной боли, а также при любом мочеиспускании чистыми руками открывать головку осторожно, не причиняя себе боли ни в коем случае. За 1,5-2 месяца даже после сильного фимоза возможно будет открыть головку.
Методика постепенного щадящего растяжения крайней плоти позволяет достигнуть открывания головки у детей с физиологическим фимозом в сроки 1-2 мес. У детей с гипертрофическим фимозом — в сроки 2-4 мес.
В случае если крайняя плоть не теряет своей эластичности и не поражается рубцовыми изменениями, может быть применено её растяжение. Это можно сделать под местной анестезией. Некоторые хирурги выполняют пластику крайней плоти с целью увеличения диаметра препуциального кольца без иссечения крайней плоти.
При фимозе 2 степени и выше ни в коем случае не следует пытаться резко обнажить головку.
Для фиксации формы крайней плоти и её растяжения применяют бандажи. В отличие от способа растяжения с помощью мастурбации, растяжение с использованием бандажей, не требует от пациента обязательного мероприятия мастурбирования, которое может быть ему в тягость. Кроме того, в отличие от мастурбирования и растяжения вручную, процесс растяжения с помощью бандажей является управляемым и регулируемым по мере воздействия на фимозное кольцо.

#### Медикаментозное
Суть медикаментозной терапии заключается в регулярном и продолжительном использовании кортикостероидных мазей на головку полового члена и крайнюю плоть. Применение данных препаратов в некоторой степени увеличивают эластичность ткани крайней плоти, в результате чего она растягивается, что может способствовать излечению заболевания. Кроме того, использование глюкокортикоидов снижает отёк и воспаление, ускоряет заживление микротрещин.
Так, в ходе клинического исследования, проводившегося с 1985 по 1990 год, была показана эффективность и безопасность использования клобетазола в форме 0,05 % крема для наружного применения. Препарат наносился на крайнюю плоть один раз в день на протяжении от 1 до 3 месяцев (среднее время лечения составило 49 дней), при этом пациентам давались рекомендации одновременно растягивать крайнюю плоть до появления болезненных ощущений. В 70 % случаев лечение дало положительный эффект (пациенты дополнительно наблюдались на предмет отсутствия рецидивов в последующие 4 года) и позволило избежать хирургического вмешательства. При этом отмечена хорошая переносимость данного лекарственного средства и отсутствие серьёзных побочных эффектов (препарат не оказывает характерного для кортикостероидов системного действия на гипоталамо-гипофизарно-надпочечниковую систему).
Похожие данные были получены по результатам клинического исследования в 2003—2005 году, в ходе которого оценивалась эффективность применения бетаметазона (0,05 % крем). Препарат применялся дважды в день с одновременным массажем крайней плоти на протяжении 2 месяцев, при этом в 85,9 % случаев терапия была успешной (в исследовании участвовали 92 пациента). Каких-либо системных или местных побочных эффектов отмечено не было.

### Хирургическое
В настоящее время хирургические методы лечения фимоза у детей применяются редко и только в тех случаях, когда эффект от других методов отсутствует.
Хорошие результаты показывает применение препуциопластики. Одобренное хирургическое лечение — три продольных разреза с поперечным сшиванием. Хирургическое лечение фимоза у детей производится путём разъединения спаек препуциального мешка при помощи металлического зонда и марлевого тупфера.
При рубцовых изменениях крайней плоти производится её частичное (по границе фиброзных изменений) или (очень редко) полное круговое иссечение (Обрезание). В ряде случаев вместо обрезания проводят операцию по Шлофферу. Под местным обезболиванием делают зигзагообразный разрез крайней плоти и вновь сшивают края в том месте, где «зиг» переходит в «заг». В результате крайняя плоть полностью сохраняется, но её отверстие расширяется.
Эффективность хирургического метода 99-100 %.
Обрезание при гипертрофическом фимозе опасно возникновением рецидива и скрытого полового члена. Рецидив фимоза чаще возникает при попытках сохранения крайней плоти (пластика — до 2,4 %)
Детям с рубцовым фимозом показано оперативное лечение, консервативные мероприятия не эффективны.

## Патологический фимоз
У большинства мальчиков после рождения имеется сращение головки с внутренней поверхностью крайней плоти — синехии крайней плоти (иногда это включают в понятие физиологического фимоза — который у новорожденных мальчиков тоже часто имеется). Хотя некоторые источники рассматривают такую ситуацию как патологию, многие считают это вариантом нормы, не требующей (при отсутствии воспаления или рубцевания) вмешательства. С возрастом кожа обычно становится более эластичной и спайки самостоятельно разделяются (в возрасте до 6-7 лет; или позже; в возрасте 11-15 лет 62,9 % — 73,7 % мальчиков/юношей уже не имеют спаек; по другим данным в 3 месяца 20 %, в 3 года — 70 %, а в 17 лет — 97 % мальчиков/юношей уже не имеют спаек).
Однако частые воспаления, сохранение спаек в более позднем возрасте (12 лет) или рубцевой фимоз могут быть показаниями к врачебному вмешательству при синехии крайней плоти.